# Юкноом-Ток'-К'авііль
Йукноом-Ток'-К'авііль (д/н — 736) — ахав Канульського царства з 702 до 736 року.

## Життєпис
Походив зі Зміїної династії. Син ахава Йукноом-Їч'аак-К'ака. Про дату народження немає відомостей. після смерті батька у 701 році стає ахавом. Церемонія інтронізації відбулася в день 9.13.10.0.0, 7 Ахав 3 Кумк'у (26 січня 702 року).
Намагався відновити міць держави, що зазнало поразки за його батька. Відновлено військово-політичний союз з Південним Мутульським царством, зберігав контроль над царством Вака', де Йукноом-Ток'-К'авііль керував царювання нового правителя. У 711 році відновлено зверхність над Саальським царством. Вірним союзником Кануля залишалося царство Сак-Нікте': в 721 році донька Йукноом-Ток'-К'авііля була видана заміж за місцевого правителя.
У 726 році в супроводі великого почту відвідав Хуш-Вітік, столицю Шукуупського царства, де встановив союзницькі відносини з місцевою династією на чолі з ахавом Вашаклахуун-Убаах-К'авіілєм.
З нагоди закінчення к'атуна 9.15.0.0.0, 4 Ахав 13 Йаш (22 серпня 731 року) встановив набір з 7 стел, на яких присутні останні відомі приклади «емблемного ієрогліфа» Зміїної династії. Більшість з них були розміщені біля основи «Будови 1» (великої пірамід)и, розташованої на схід від центрального ядра Калакмула. Виготовлені з щільного, міцного вапняку, імовірно доставленого з якійсь віддаленій місцевості, вони колись були монументами, що найбільш добре збереглися, проте в 1960-і роки грабіжники зруйнували більшу частину їх написів ще до того, як їх вдалося належним чином зафіксувати.
У 733 році Йукноом-Ток'-К'авііль зібрав значні силу, щоб кинути виклик Мутульському царству, але у 736 році зазнав нищівної поразки. Точно невідомо, чи загинув у битві, або його принесли у жертву, за іншою версією поразка призвела до повалення цього ахава і усієї правлячої династії.